# Aléxandros Papanastasíou
Aléxandros Papanastasíou (en grec moderne : Αλέξανδρος Παπαναστασίου) est un homme politique grec né le 8 juillet 1876 à Levídi, en Arcadie et mort à Athènes le 17 novembre 1936 ; il est Premier ministre à deux reprises. 

## Biographie
Il étudie le droit à l'Université nationale et capodistrienne d'Athènes, puis le droit et la philosophie à l'Université Humboldt de Berlin et à l'Université de Heidelberg.
De retour en Grèce, il s'engage en politique. Il devient le chef de file d'un groupe surnommé les « sociologues », de jeunes intellectuels plutôt à gauche. Il est le principal introducteur du marxisme en Grèce, principalement de l'idée du mode de production comme déterminant ultime de l'organisation sociale et de la forme de gouvernement. Malgré le retard économique et social du pays, les idées introduites en Grèce par Papanastasiou influencent une partie de la population. Au-delà d'une influence marxiste directe, les « sociologues » proposèrent des explications nouvelles aux phénomènes sociaux dont s'inspirèrent les réformateurs de l'entre-deux-guerres.
En 1910, Papanastasíou est élu député pour la première fois. Il défend une réforme agraire en Thessalie pour mettre fin aux grandes exploitations agricoles qui existent depuis l'occupation ottomane et redistribue les terres aux paysans locaux. En 1916, il rejoint, le mouvement de défense nationale d'Elefthérios Venizélos, qui place la Grèce du côté des Alliés lors de la Première Guerre mondiale. Il est récompensé par le poste de gouverneur des Îles Ioniennes.
Après la Première Guerre mondiale, Papanastasíou prend part à plusieurs gouvernements de Venizélos, avec les postes de Ministre des transports, ministre de la santé et ministre de l'intérieur. Après la défaite de Venizélos aux législatives de 1920, il reste en Grèce et critique le gouvernement en place pour sa gestion de la Guerre gréco-turque.
Après le désastre de la Guerre gréco-turque puis le bombardement italien de Corfou, les officiers monarchistes soutenus par Ioánnis Metaxás tentent un coup d'État. Leur échec amène les militaires démocrates ayant à leur tête Nikolaos Plastiras à écarter le roi Georges II. Papanastasíou, chef de l'« Union démocratique » devient Premier ministre, et proclame la République, le 25 mars 1924. Un plébiscite approuve l'abolition de la monarchie le 13 avril 1924. C'est pendant son mandat qu'est fondée l'Université de Thessalonique et qu'est reconnu l'usage du grec moderne démotique.
Il devient Ministre de l'agriculture, le premier dans l'histoire de la Grèce, dans le gouvernement « œcuménique » d'Aléxandros Zaïmis (1926-1928). Devenu chef du parti « agraire et ouvrier », Papanastasíou crée une Banque agricole pour soutenir le crédit aux paysans et une section d'agronomie à l'Université de Thessalonique.
Papanastasíou est brièvement Premier ministre une seconde fois de mai à juin 1932. Il participe avec d'autres partisans de Venizélos au coup d'État manqué du 1er mars 1935, et il est mis en état d'arrestation. Ce coup d'État précipite la dictature de Ioánnis Metaxás. Condamné à plusieurs années de prison, il est rapidement gracié. En avril 1936, il refuse, avec Geórgios Papandréou, de voter la confiance au gouvernement Metaxás. Il est assigné à résidence.
Il est membre de la Franc-maçonnerie. 
Aléxandros Papanastasíou meurt d'une crise cardiaque le 17 novembre 1936.